# Orlando Desconsi
Orlando Desconsi (Horizontina, 11 de dezembro de 1963) é um político brasileiro, membro do Partido dos Trabalhadores, ex-prefeito de Santa Rosa e ex-deputado federal pelo Rio Grande do Sul.